# レオニード・レオーノフ
レオニード・マキシモヴィッチ・レオーノフ（ロシア語:Леони́д Макси́мович Лео́нов、ラテン文字表記例:Leonid Maximovich Leonov、1899年5月31日（旧暦では5月19日） - 1994年8月8日）は、ロシア帝国モスクワ出身の小説家、劇作家である。
1922年に森の魔物を主人公にした怪奇幻想文学的な短編小説『ブルイガ（Бурыга）』を著して小説家デビューし、1924年に著された『平凡人の死（Конец мелкого человека）』は同国出身の小説家フョードル・ドストエフスキーの影響を受けているとしてレオーノフは「20世紀のドストエフスキー」ないし「ドストエフスキーの後継者」と評されている。
また、アイボリット先生の生みの親として名高い同国出身の文芸評論家コルネイ・チュコフスキーはレオーノフを「彼は詩的な性質を持っている。一言で言えば彼は典型的なロシア人だ」と評した。
日本ではロシア文学者の原卓也が精力的にレオーノフの作品を翻訳し、かつて集英社や岩波書店から訳書が出版されていた。

## 生涯
1899年5月31日（旧暦:5月19日）、ロシア帝国のモスクワに農民出身の詩人で出版業を営む父マキシム・レオーノフの元に生まれる。
しかし1905年にマキシム・レオーノフは刺激的な作品を出版したため逮捕され、1910年にアルハンゲリスクに流刑された。なお、マキシム・レオーノフは同国出身の作家ニコライ・テレショフが創始した文学グループ「Sreda」のメンバーであった。レオニードは何度かマキシムの元を訪れ、刑務所の面会などがレオニードにとって後の作品を著すきっかけになる。
1910年から1918年にかけてモスクワ第三中学校に通い、十月革命の翌年である1918年に卒業した。なお中学校在学中、レオニードが14歳頃の時にロシアの農村をイメージした詩を書き、父のマキシムが刊行する新聞『北国の朝（Северное утро）』に発表していた。医学を学ぶべくモスクワ大学に入学しようとするが面接試験で落とされ、続くストロガノフ芸術学校にも入学希望したがロシア内戦の影響により断念を余儀なくされた。
高等教育を受けることができなかったが、幸いにもレオニードの叔父の部屋を間借りすることができ、隣人であったヴァシーリエフと言う職人の元で働くことができた。
1920年、赤軍に従軍し、南部戦線の戦闘に参戦した。また従軍記者として赤軍の機関紙『赤軍兵士（красный воин）』にルポルタージュや詩、評論などを書いた。
1921年に復員され、本格的に小説家として執筆活動に専念するようになる。翌年の1922年には森の魔物を主人公にした怪奇幻想文学的な短編小説『ブルイガ（Бурыга）』を著して文壇に登場し、当時の批評家に注目された。『ブルイガ』の他、1923年に著された『木の女王（Деревянная королева）』など、1920年代は主に短編小説や中編小説の刊行が顕著であった。
1924年に著された、ロシア内戦時代の農村の階級闘争を書いた最初の長編小説『穴熊（Барсуки）』で人気を博した。続く1927年に著されたレオニードの代表作である長編小説『泥棒（Вор）』は、ネップ（新経済政策）支配下で元赤軍の政治委員ミチカ・ヴェークシンが理想を失い、泥棒の首領になるまでを書いた「革命とナショナリズム」を追究した作品であったが、鋭い批判が目立ったため長らく禁書や絶版扱いされ、約30年してスターリン批判後の1959年に、大幅に加筆して再発表された。
1920年代の作風は、ロシア内戦の復興期から社会主義建設時代にかけて階級闘争が激化していたのを懐疑的に思い、ペシミズムや退廃的なロマンティシズムの作品が目立った。しかし同国出身の政治家ヨシフ・スターリンが政権を掌握し、社会主義の時代が訪れると、社会的要求から外れた作品を著すと痛烈に批判されるため、1930年には五カ年計画を取り扱った旧インテリゲンチャの生き方を鋭く描出した長編小説『ソーチ（Соть）』を著して作風を変えていった。
なお、1926年にタチアナと結婚し、2人の娘を儲けた。翌年の1927年には同国出身の作家マキシム・ゴーリキーに会うべくソレントへ赴いた。
1930年代前半は『ソーチ』や、1932年に著された長編小説『スクタレフスキー（Скутаревский）』や1935年に著された、共産党員の理想の姿を文学で表現した長編小説『大洋への道（Дорога на океан）』など社会主義をテーマにした作品を著すようになる。
1930年代後半は劇作家として戯曲に専念するようになり、1938年に著された戯曲『ポロフチャンスクの果樹園（Половчанские сады）』や1939年に著された戯曲『狼（Волк）』など12編の戯曲をこの10年間に書いたが、その内『狼』と1940年に著された戯曲『吹雪（Метель）』は上演を禁止された。なお『吹雪』は雪どけ後の1963年に雑誌『旗（флаг）』で発表された。
第二次世界大戦（大祖国戦争）中の1942年には大祖国戦争初期の敗戦時の戦士を書いた戯曲『侵略（Нашествие）』を著して翌年の1943年にスターリン賞を得た。余談だが『侵略』は1964年に第二版が著されている。また1944年には中編小説『ヴェリコシュムスクの占領（Взятие Великошумска）』を著した。
1946年から1970年にかけて最高会議の代議員を務める。
1953年に知識人の生き方を探ろうとする長編小説『ロシアの森（Русский лес）』を著して1957年にはレーニン賞を受賞した。
1961年にはドストエフスキーの小説『罪と罰』のパロディ版SF小説ともされるシナリオ文体の小説『マッキンリー氏の逃亡（Бегство мистера Мак-Кинли）』を著し、1963年に『えゔげにあ・いわのゔな（Evgenia Ivanovna）』を著した。
1963年、日本の京都府修学院に訪れる。
1964年、モスクワ郊外の自宅で、石川淳、安部公房らと対談する。
1967年に社会主義労働英雄の英雄称号が授けられ、1972年にロシア科学アカデミーのメンバーとなった。
1994年、1940年から地道に執筆していた小説『ピラミッド (レオーノフ)』がレオーノフの死ぬ直前に公開された。同年8月8日、満95歳で亡くなる。
なお遺体はノヴォデヴィチ墓地に埋葬された。

## 作品
邦題は参考文献にあったものを記載した。日本語の訳書があれば付記した。

### 小説
- 1922年、『ブルイガ（Бурыга）』 - （米川正夫訳『二十世紀ロシア短編』所収、集英社）
- 1922年、『エゴールシカの死（Гибель Егорушки）』 - （米川正夫訳『世界短編全集、二十世紀ロシヤ篇』所収、集英社）
- 1923年、『木の女王（Деревянная королева）』
- 1923年、『ペトゥシハ村の崩壊（Петушихинский пролом）』
- 1924年、『Записи некоторых эпизодов, сделанные в городе Гуголеве Андреем Петровичем Ковякиным』
- 1924年、『平凡人の死（Конец мелкого человека）』（青山太郎訳『卑小な人間の最期』、『世界文学全集 42』所収、学習研究社）
- 1924年、『穴熊（Барсуки）』 - （中村白葉訳『穴熊』、新潮社）
- 1927年、『泥棒（Вор）』 - （原卓也訳『集英社版 世界の文学 5 泥棒』、集英社）
- 1927年、『Провинциальная история』
- 1928年、『Белая ночь』
- 1930年、『ソーチ（Соть）』
- 1930年、『Саранча』
- 1932年、『スクタレフスキー（Скутаревский）』
- 1935年、『大洋への道（Дорога на океан）』
- 1938年 - 1963年、『Evgenia Ivanovna』 - （小野理子訳『えゔげにあ・いわのゔな』、雑誌『ソビエト文学』所収）
- 1940年 - 1994年、『ピラミッド (レオーノフ)（ロシア語版）』
- 1944年、『ヴェリコシュムスクの占領（Взятие Великошумска）』
- 1953年、『ロシアの森（Русский лес）』 - （米川正夫訳『ロシヤの森』、岩波書店）

### 演劇
- 1928年上演、『ウンチロフスク（Унтиловск）』
- 1929年、『Усмирение Бададошкина』
- 1938年、『ポロフチャンスクの果樹園（Половчанские сады）』
- 1939年、『狼（Волк）』
- 1940年、『吹雪（Метель）』 - （水野忠夫訳『吹雪』、學藝書林）
- 1942年、『Обыкновенный человек』
- 1942年、1964年第二版、『侵略（Нашествие）』 - （袋一平訳『襲来』、早川書房）
- 1943年、『Ленушка』
- 1946年、1955年第二版、1964年新版、『Золотая карета』
- 1961年、『マッキンリー氏の逃亡（Бегство мистера Мак-Кинли）』 - （工藤幸雄訳『ミスター・マッキンリーの逃亡』、『ソビエト18人集』所収）